# راند ميلر
راند ميلر (بالإنجليزية: Rand Miller)‏ هو كاتب أمريكي، ولد في 17 يناير 1959 في Cheltenham, Pennsylvania ‏ في الولايات المتحدة.

## وصلات خارجية
- راند ميلر على موقع IMDb (الإنجليزية)
- راند ميلر على موقع ميوزك برينز (الإنجليزية)